# Nové Městečko (Nečtiny)
Nové Městečko (německy Neustadtl) je malá vesnice, část obce Nečtiny v okrese Plzeň-sever v Plzeňském kraji. Nachází se asi 1,5 kilometru jižně od Nečtin. Nové Městečko leží v katastrálním území Nové Městečko u Nečtin o rozloze 6,23 km².

## Historie
První písemná zmínka o vesnici pochází z roku 1561.

## Obyvatelstvo
Při sčítání lidu v roce 1921 zde žilo 96 obyvatel (z toho 43 mužů), z nichž byl jeden Čechoslovák a 95 Němců. Až na jednoho evangelíka se hlásili k římskokatolické církvi. Podle sčítání lidu z roku 1930 měla vesnice 95 obyvatel: dva Čechoslováky a 93 Němců. Všichni byli římskými katolíky.
| Rok            | 1869 | 1880 | 1890 | 1900 | 1910 | 1921 | 1930 | 1950 | 1961 | 1970 | 1980 | 1991 | 2001 | 2011 | 2021 |
| -------------- | ---- | ---- | ---- | ---- | ---- | ---- | ---- | ---- | ---- | ---- | ---- | ---- | ---- | ---- | ---- |
| Počet obyvatel | 166  | 153  | 121  | 129  | 134  | 96   | 95   | 51   | 53   | 42   | 35   | 28   | 24   | 11   | 8    |
| Počet domů     | 25   | 26   | 26   | 27   | 27   | 23   | 24   | 16   | 16   | 13   | 9    | 12   | 13   | 13   | 14   |

## Obecní správa
Při sčítání lidu v letech 1869–1930 Nové Městečko bylo osadou obce Hrad Nečtiny v okrese Kralovice. V roce 1950 bylo osadou obce Plachtín v okrese Plasy. Od roku 1960 je částí obce Nečtiny v okrese Plzeň-sever.

## Pamětihodnosti
- Preitenstein